# 悪来
悪来（あくらい、もしくはおらい）は、殷末の帝辛（紂王）時代の官僚。『史記』にて姓は嬴（えい）、諱は来（らい）と伝えられる。悪来はあだ名。女防の父。

## 人物
父親は、蜚廉（ひれん）と言う。蜚廉は走ることに長け、悪来は剛力で知られ、その能力を認められて殷の紂王に仕えた。その後、紂王によって国政を任せられるが、人を讒言し、傷つけることが巧みであったので、諸侯から嫌われ「悪来」（悪しき来（らい））と呼ばれる。諸侯はますます殷から遠ざかり、殷周革命を促進させた。
周の武王が殷の紂王を討ったとき、悪来は紂王と一緒に殺された。父である蜚廉の家系は悪来の弟の「季勝」が継いだ。その子孫が春秋戦国時代の晋の趙氏になった。悪来は父蜚廉と同じ墓に葬られた。
その剛力ぶりは伝説となっていた。小説『三国志演義』において曹操が典韋を見たときにその剛力ぶりを見て、「これは古の悪来の再来だ」と言い、以後典韋のあだ名になった。

## 秦との関係
悪来の子孫が秦に封じられ、春秋戦国時代の秦の祖になったといわれているが、その場合は革という人物が介在しており、具体的な系図には諸説がある。革の子孫が秦を興したのであるが、革は悪来の子という説・革は悪来の兄弟という説・「悪来革」という名で同一人物という説、の三説が伝えられている。

## 参考資料
- 『史記』（秦本紀）
- 『三国志演義』